# Tűzkeresztség (album)
A Tűzkeresztség album az Ossian zenekar 2004-ben megjelent tizenharmadik nagylemeze, melyen a friss szerzemények mellett több régi Ossian-dal is újra felbukkan. Ilyen a Sátán éjszakája átdolgozása Megkísértés címmel az 1986-os első demóról. A bónuszok között pedig a Gyújtópontban lemez két dalának újravett változata szerepel. Emellett meglepően sok lassú dal került fel a lemezre, hiszen a tucatnyi friss dal több mint negyede ballada.

## Dalok
1. Intro (Az arcvonal felé) – 1:03
2. Tűzkeresztség – 3:17
3. Tűzkeresztség II. (Rock'n'roll, csak rock'n'roll) – 4:20
4. Megkísértés – 4:45
5. A bátrakért – 5:25
6. Láthatatlan háború – 3:36
7. Helyzetjelentés – 3:13
8. Legyél több!!! – 2:42
9. Többet ér mindennél – 4:20
10. A névtelen – 3:48
11. Törékeny kép – 3:49
12. Létünk a bizonyíték – 3:18

Bónusz dalok:
1. Élő sakkfigurák (2004-es felvétel) – 3:34
2. Rock'n'roll démon (2004-es felvétel) – 3:19
3. Tűzkeresztség II. (rövid változat) – 3:40

CD multimédia bónusz
- Hangerőmű (videó klip)
- Tűzkeresztség II (videó klip)

## Zenekar
- Paksi Endre – ének, vokál, kórus
- Rubcsics Richárd – gitár, kórus
- Wéber Attila – gitár, kórus
- Hornyák Péter – dobok
- Erdélyi Krisztián – basszusgitár

## Közreműködők
- Küronya Miklós – fretless basszusgitár, billentyű

## Külső hivatkozások
- Az Ossian együttes hivatalos honlapja